# マルコス・ポンテス
マルコス・セザール・ポンテス（Marcos Cesar Pontes、1963年3月11日-）は、ブラジル空軍のパイロット、政治家。2006年3月30日にソユーズTMA-8で国際宇宙ステーション(ISS)を訪れ、ブラジル人として、またルゾフォニアとして初めての宇宙飛行士となった。アメリカ航空宇宙局(NASA)の宇宙飛行士訓練プログラムを終了した初めてのブラジル人となったが、スペースシャトル計画が中断されたため、ロシアに移った。

## 生い立ち
ポンテスは、サンパウロ州のバウルの町で生まれた。

## キャリア
ポンテスはブラジル空軍では中佐の階級であり、25種類の飛行機で2000時間以上の飛行を経験した、最も経験を積んだパイロットの1人だった。1998年6月、彼はブラジル宇宙機関に宇宙飛行士の候補に選ばれ、NASAでの訓練に参加することとなり、子供の頃からの宇宙飛行士の夢を追うことになった。彼は1998年8月からNASAでの訓練を始め、2000年12月にミッションスペシャリストの資格を得た。
ポンテスの初めての宇宙飛行は、当初スペースシャトルへ搭乗し、ISSでのブラジル最初のモジュールであるエクスプレス補給キャリア(ELC)を運ぶことを予定していたが、ELCの開発の遅れとNASAの財政的問題によりこの計画は延期された。延期の期間中、ポンテスはブラジル政府に対してELCの完成を急ぐように求め、NASAでは技術面での仕事を行った。彼の初飛行は、2003年2月にコロンビア号空中分解事故が起こったことで、無期限延期された。
2005年9月2日、ブラジル政府とロシア政府の間で、スターシティの施設でポンテスにソユーズと生命維持装置の操作の訓練を受けさせ、2006年3月にISSへ飛行させる対価として2000万ドルを支払うという合意が結ばれた。この合意はブラジル大統領とロシア連邦宇宙局の Sergio Gaudenziとアナトーリー・ペルミノフの間でそれぞれ署名された。
ポンテスの飛行は、ブラジルの航空のパイオニアであるアルベルト・サントス・デュモンが1906年10月にパリで固定翼機の飛行に初めて成功してから100周年と偶然重なった。
2006年3月30日、ポンテスはブラジル人として、また母語としてのポルトガル語話者として初めて宇宙へ行き、ISSに1週間滞在した。宇宙飛行の間、ポンテスはブラジル宇宙機関が選定した8つの実験を行った。2006年4月8日に、彼は第12次長期滞在の乗組員とともにカザフスタンに着陸した。
ソユーズのミッションの後、ポンテスはジョンソン宇宙センターでISSのブラジル画分のために働きながら、未来のブラジルの宇宙開発のための訓練を待っている。
2019年1月1日、ブラジル大統領に就任したジャイール・ボルソナーロにより科学技術大臣に指名され、就任した。